# Сабаркантха
Сабаркантха е окръг разположен в щата Гуджарат, Индия, с площ 7390 км2 и население 2 082 531 души (2001). Главен град е Химматангар.

## Административно деление
Окръга е разделен на 13 талука.

## Население
Населението на окръга през 2001 година е 2 082 531 души, около 66,65 % от населението е неграмотно.

### Религия
(2001)
- 1 946 780 – индуисти
- 117 806 – мюсюлмани
- 11 198 – джайнисти